# NDR Elbphilharmonie Orchester

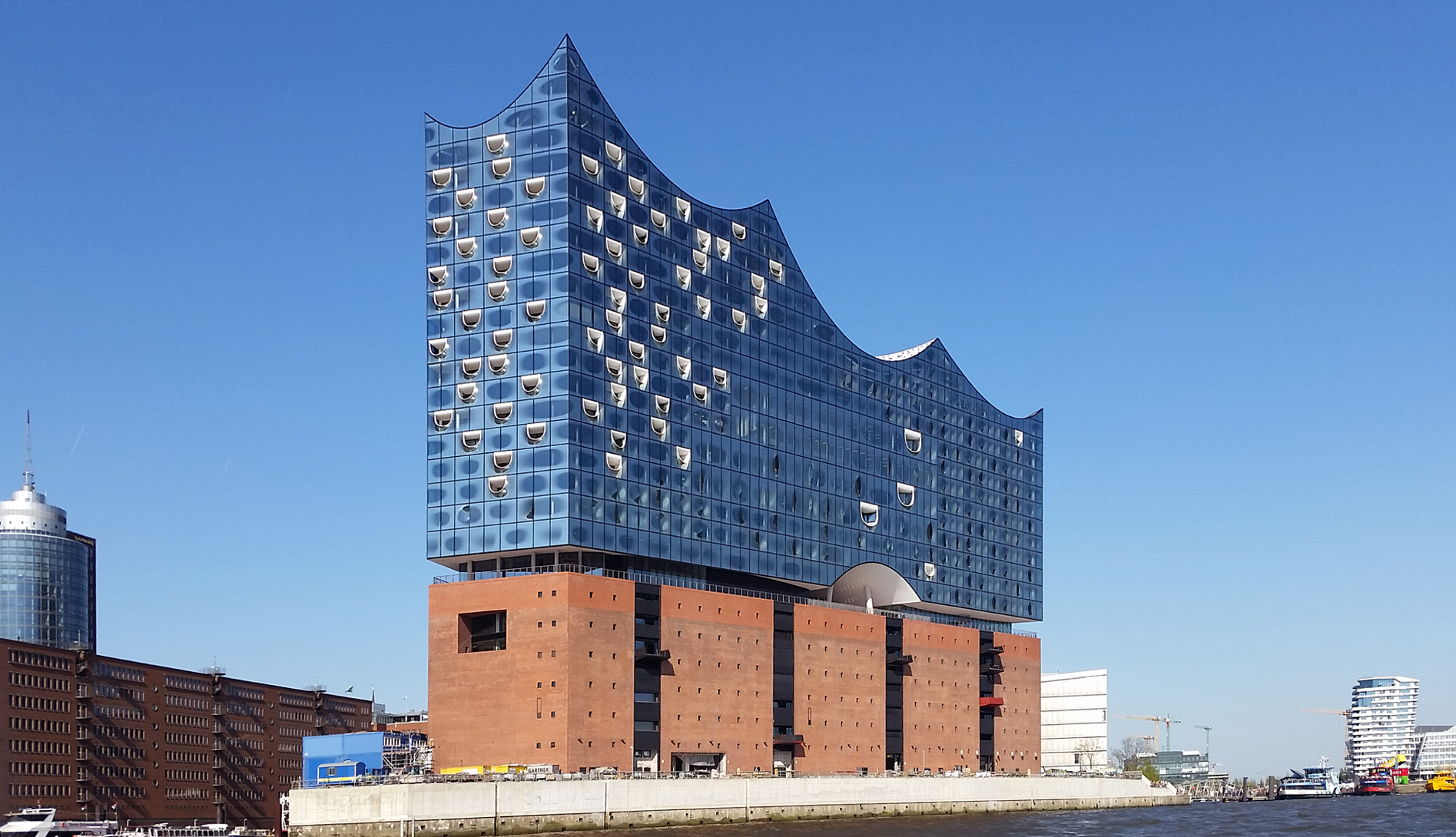
La Philharmonie de l'Elbe de Hambourg, lieu de résidence de l'orchestre.

Le NDR Elbphilharmonie Orchester (Orchestre de la Philharmonie de l'Elbe de la NDR), anciennement Orchestre symphonique de la NDR (NDR Sinfonieorchester ou Sinfonieorchester des Norddeutschen Rundfunks), est un orchestre symphonique allemand basé à Hambourg.

## Historique
L'orchestre symphonique de la radio de Hambourg est fondé en 1945 par Hans Schmidt-Isserstedt,, avec l'appui des autorités britanniques présentes à Hambourg après la Seconde Guerre mondiale.
Ses premiers musiciens sont issus d'un ancien orchestre nazi, le Grosses Rundfunkorchester des Reichssenders Hamburg. L'orchestre donne son premier concert en 1945 avec Hans Schmidt-Isserstedt à la direction et Yehudi Menuhin au violon.
En 2016, l'Orchestre symphonique de la NDR (NDR Sinfonierchester) prend le nom de « NDR Elbphilharmonie Orchester » à l'ouverture de la Philharmonie de l'Elbe.
En 2017, Alan Gilbert est nommé directeur musical du NDR Elbphilharmonie Orchester à compter de la saison 2018-2019.
En 2023, le contrat de résidence de l'orchestre à la Philharmonie de l'Elbe est reconduit jusqu'en 2038.

## Répertoire
Depuis sa fondation, l'orchestre a acquis une grande renommée dans la défense d'un répertoire classique de Beethoven à Bruckner, ainsi que dans un répertoire plus contemporain.

### Commandes
Dans le domaine contemporain, l'ensemble est par exemple à l'origine de plusieurs commandes passées aux compositeurs Sofia Goubaïdoulina (Johannes-Ostern, 2002), Matthias Pintscher (Sur « Départ », 2000), Wolfgang Rihm (Spiegel und Fluss, postlude et prélude pour orchestre, 2000), Igor Stravinsky (Threni, 1958) et Iannis Xenakis (Koïranoï, pour le 50e anniversaire de l'orchestre, 1996), notamment.

### Créations
L'orchestre est aussi le créateur de nombreuses œuvres, de Jean Guy Bailly (Aubrac Symphonie, 1993), Boris Blacher (Concerto pour piano no 1, 1952), Karl-Birger Blomdahl (Im Saale der Spiegel, 1955), Pierre Boulez (Deux Improvisations sur Mallarmé, 1958), Sylvano Bussotti (Bergkristall, 1973), Marc-André Dalbavie (Ciaccona, 2003), Edison Denisov (Requiem, 1980), Gottfried von Einem (Das Stundenlied, op. 26, 1959), Wolfgang Fortner (Chant de naissance, 1959), Cristóbal Halffter (Anillos, 1968 ; Tiento, 1982), Karl Amadeus Hartmann (Symphonie no 7, 1959), Hans Werner Henze (Ein Landarzt, 1951 ; La Fin d'un monde, 1953 ; Tancrède, 1953 ; Trois Études symphoniques, 1956 ; Le Radeau de la Méduse, 1968 ; Scorribanda sinfonica sopra la tomba di una Maratona, 2001), André Jolivet (Symphonie no 2, 1959), Mauricio Kagel (Variationen ohne Fuge, 1973), Giselher Klebe (Sinfonie, op. 12, 1953), Ernst Křenek (Sinfonie Pallas Athene, 1954 ; Quaestio temporis, 1960), Helmut Lachenmann (Klangschatten, 1972), Rolf Liebermann (Concerto pour piano, 1995), György Ligeti (Apparitions, 1960), Bruno Maderna (Composizione in tre tempi, 1954), Krzysztof Meyer (Symphonie no 6 « Symphonie polonaise », 1982), Isabel Mundry (Concerto pour violon, 2006), Luigi Nono (Composizione per orchestra, 1951 ; La terra e la campagna, 1958), Per Norgard (Symphonie no 4, 1982), Maurice Ohana (Cantigas, 1957), Krzysztof Penderecki (Polymorphia, 1962), Goffredo Petrassi (Concerto pour flûte, 1961), Aribert Reimann (Spiralat Halom, 2003), Wolfgang Rihm (Verwandlung, 2002), Peter Ruzicka (Celan Symphonie, 2003), Dieter Schnebel (Janáček-Moment, 1992), Arnold Schoenberg (Moïse et Aaron, 1954), Kazimierz Serocki (Ad libitum, 1977), Giuseppe Sinopoli (Concerto pour piano, 1976), Karlheinz Stockhausen (Carré, 1960 ; Mixtur, 1964), Igor Stravinsky (Mouvements pour piano et orchestre, 1960), Heinrich Sutermeister (Concerto pour piano no 2, 1954), Mark-Anthony Turnage (Evening Songs, 1998), Kurt Weill (Symphonie no 1, 1957), Jörg Widmann (Concerto pour clarinette, 2006), Jürg Wyttenbach (Divisions, 1966) et Isang Yun (Colloïdes sonores, 1961 ; Figures concertantes, 1973), notamment.

## Chefs permanents
Comme chefs permanents de l'orchestre se sont succédé :
- Hans Schmidt-Isserstedt (1945–1971)[1]
- Moshe Atzmon (1972–1976)
- Klaus Tennstedt (1979–1981)[1]
- Günter Wand (1982–1990)[1]
- John Eliot Gardiner (1991–1994)
- Herbert Blomstedt (1996–1998)[1]
- Christoph Eschenbach (1998–2004)
- Christoph von Dohnányi (2004–2011)[1]
- Thomas Hengelbrock (2011–2018)[1]
- Alan Gilbert (depuis 2019)[6],[7]